# 갯반디
갯반디는 태평양 연안에 서식하는 생물이다. 갯반디는 생물발광 샘에서 발광물질을 내보내, 밤에는 반짝거리는 걸 볼 수 있다. 일본, 멕시코만, 카리브해, 켈리포니아 연안에 사는 것으로 알려져 있고, 최근들어 그 수가 급감하고 있다.

## 외양 및 특징
몸길이 총 3mm로 매우 작다. 야행성이고, 얕은 바다의 모래에 산다. 또, 갯반디는 생물 발광하는 것으로 유명한데, 루시페레이스와 자신의 발광소를 이용하여 특정한 화학반응을 일으켜 파란 색깔의 빛을 발산한다.

## 분포
일본 남해의 고유종으로 알려져 있다. DNA와 RNA 분석 결과 최종 빙기때, 북쪽에서 남쪽으로 이동한 것으로 나타났다. 발달하지 않은 이동 실력과 자궁에서 알이 부화해 어렸을 때까지 알 속에 살아서 이동을 많이 하지 못하였다.

## 역사
구스타브 빌헬름 뮐러가 1890년에 가장 처음으로 갯반디를 묘사했다. 그는 프란츠 마틴 힐겐도르프의 이름 본따 이름지었다. 그 당시 갯반디의 발광능력은 오랫동안 연구되었다. 말린 갯반디는 제2차 세계 대전 당시 일본군의 빛의 원료로 사용된 적이 있었다.